# Povl Krogsgaard-Larsen
Povl Krogsgaard-Larsen (født 17. maj 1941 i Frøslev) er en dansk professor emeritus i medicinsk kemi og tidligere bestyrelsesformand for Carlsbergfondet og Carlsberg.
Han er student fra Morsø Gymnasium og blev senere cand.pharm. fra Danmarks Farmaceutiske Højskole i 1967, efterfulgt af lic.pharm. i 1970 og dr.pharm. i 1980. Han blev professor ved Den Farmaceutiske Højskole i 1986 og samtidig optaget i Det Kongelige Danske Videnskabernes Selskab. Han var fra 2001 til 2003 rektor for Danmarks Farmaceutiske Universitet. Han er i dag tilknyttet Institut for Lægemiddeldesign og Farmakologi ved Københavns Universitet som professor emeritus. I løbet af sine år som forsker har han skrevet mere end 440 videnskabelige artikler.
Povl Krogsgaard-Larsen var medlem af Carlsbergfondets bestyrelse fra 1993 til 2012 og formand fra 2003. Fra 2003 til 2012 var han desuden formand for Carlsbergs bestyrelse. Han blev i 2010 kåret til årets bestyrelsesformand.
Han er ridder af 1. grad af Dannebrog.